# Юлиана фон Щолберг
Юлиана фон Щолберг (на немски: Juliana zu Stolberg, Juliana von Stolberg; * 15 февруари 1506, дворец Щолберг, Щолберг, Харц; † 18 юни 1580, дворец Диленбург, Диленбург) от фамилията Дом Щолберг, е графиня от Графство Щолберг (1506 – 1580) и чрез женитби графиня на Ханау-Мюнценберг и след това на Насау-Диленбург. Тя е прародител на старата и младата линия на Дом Орания. Майка е на княз Вилхелм Орански.

## Живот
Тя е дъщеря на Бото фон Щолберг (1467 – 1538), граф на Щолберг, и съпругата му графиня Анна фон Епщайн-Кьонигщайн (1482 – 1538).
На 13 години е изпратена в Таунус в двора на нейния бездетен чичо граф Еберхард фон Кьонигщайн. Юлиана се омъжва на 27 януари 1523 г. за граф Филип II фон Ханау-Мюнценберг (1501 – 1529), граф на Ханау-Мюнценберг.
Граф Филип II умира през 1529 г. на 27 години. Юлиана става опекун на големия си син Филип III заедно с граф Вилхелм фон Насау-Диленбург. Тя се омъжва втори път на 20 септември 1531 г. в Горния дворец в Зиген за Вилхелм фон Насау (1487 – 1559), граф на Насау-Диленбург, Зиген, Вианден и Диц. Тя е втората му съпруга и отива с децата си в Диленбург.
След смъртта ѝ тя е погребана в евангелийската църква в Диленбург.

## Деца
Юлиана и граф Филип II фон Ханау-Мюнценберг имат пет деца:
- Райнхард (1524 – 1525)
- Катарина (1525 – 1581), омъжена за граф Йохан IV фон Вид-Рункел (ок. 1505 – 1581)
- Филип III (1526 – 1561)
- Райнхард (1528 – 1554)
- Юлиана фон Ханау-Мюнценберг (1529 – 1595)

∞ 13 септември 1548 граф Томас фон Салм-Кирбург (1529 – 1553)
∞ 18 януари 1567 императорски съветник граф Херман фон Мандершайд-Бланкенхайм (1535 – 1604).
Юлиана и Вилхелм фон Насау имат дванадесет деца:
- Вилхелм I (Мълчаливия) (1533 – 1584), княз на Орания-Насау
- Хермана (* 1534, умира млада)
- Йохан (1536 – 1606), граф на Насау-Диленбург
- Лудвиг (1538 – 1574), убит в битка
- Мария (1539 – 1599)

∞ 1556 граф Вилхелм IV фон Бергх ’с-Хееренберг (1537 – 1586)
- Адолф (1540 – 1568), убит в битка
- Анна (1541 – 1616)

∞ 1559 Албрехт фон Насау-Вайлбург-Отвайлер (1537 – 1593)
- Елизабет (1542 – 1603)

∞ 1559 граф Конрад фон Золмс-Браунфелс (1542 – 1592)
- Катарина (1542 – 1624)

∞ 1560 граф Гюнтер XLI фон Шварцбург-Арнщат (1526 – 1583)
- Юлиана (1546 – 1588)

∞ 1575 граф Албрехт VII фон Шварцбург-Рудолщат (1537 – 1605)
- Магдалена (1547 – 1633)

∞ 1567 граф Волфганг фон Хоенлое-Вайкерсхайм (1546 – 1610)
- Хайнрих (1550 – 1574), убит в битка